# Ethical Education in Plutarch: Moralising Agents and Contexts
Ethical Education in Plutarch: Moralising Agents and Contexts (Français : L'Éducation éthique chez Plutarque : Agents moralisateurs et contextes) est une monographie publiée en 2016 et rédigée par l'auteure et universitaire greco-chypriote Sophia Xenophontos. Ce livre explore le concept d'éducation éthique chez Plutarque, examinant le point de vue de l’auteur sur les fils, les filles, les femmes et la façon dont des idées pédagogiques ont influencé sa vision de la politique, de l’armée et du banquet.

## Résumé
Le livre explore des sujets-clés de l'éducation éthique dans les œuvres de Plutarque. Chez l’auteur, le concept paideia est présenté comme un processus de vie, destiné à façonner le caractère de chacun. Influencé par des philosophes grecs de renom tels que Platon, Aristote et les stoïciens, Plutarque intègre leurs enseignements aux siens. Les mères se voient attribuer un rôle significatif dans la formation du caractère l’individu, et le concept spécifique de la maternité devient le point où se rencontrent harmonieusement les valeurs grecques et les valeurs romaines. Les pédagogues et les enseignants sont considérés comme des éducateurs moraux qui jouent un rôle crucial durant la vie et qui montrent que l'éducation éthique s'étend jusqu’à l’âge adulte. Plutarque se focalise également sur la capacité des hommes d'État bien éduqués à assumer le rôle d'enseignants moraux, une idée qui se réflète également dans le domaine militaire, où l’enseignement moral occupe une place de choix. Dans ce paysage, les symposia apparaissent comme des espaces vitaux pour les discussions et l'éducation morales, et comme des occasions où la socialisation agit en tant que pivot dans la transmission des enseignements éthiques d'une génération à l'autre.

## Revues
Cette publication a été acclamée par la critique pour l’examen approfondi qu’elle propose, pour les perspectives novatrices qu’elle ouvre et pour son argument convaincant démontrant que Plutarque était un enseignant éthique engagé. James Uden a affirmé que cette monographie propose une analyse complète des opinions de Plutarque au sujet de l'éducation et de l'éthique. Marion Schneider l'a qualifiée comme étant « une enquête complète et bien fondée ». Mathilde Cambron-Goulet a soutenu que Xenophontos met en avant l'importance de l'éducation morale dans les « Vies » et les « Moralia », en incitant à adopter une approche « holistique » lors de la lecture des œuvres de Plutarque. Geert Roskam a salué la monographie pour son apport novateur dans les études de Plutarque et spécifiquement pour son caractère analytique et la précision méthodologique dont elle fait preuve. Kendra Eshleman a déclaré que le livre « ouvre des perspectives vers des pistes précieuses d'investigation sur le rôle de la paideia grecque dans la formation éthique et dans la cohérence interne du corpus de Plutarque ».